# Signy Coleman
Pour les articles homonymes, voir Coleman.
Signy Coleman, née le 4 juillet 1960 à Ross (Californie), est une actrice américaine.

## Biographie
Signy Coleman a commencé à travailler comme mannequin. Elle est apparue dans des clips du groupe Huey Lewis and the News et s'est alors dirigée vers le métier d'actrice. Elle est surtout connue pour avoir tenu les rôles récurrents de Celeste DiNapoli et d'Hope Wilson dans les soap opera Santa Barbara et Les Feux de l'amour.
Elle est également apparue dans un segment du film d'épouvante Necronomicon (1993), et a joué le rôle de Suzanne Modeski dans deux épisodes de X-Files.
Elle a deux filles, chacune née d'un de ses deux mariages avec Vincent Irizarry, de 1989 et 1992 puis avec Thomas Nolan, de 1999 à 2004.

## Filmographie

### Cinéma
- 1993 : Proposition indécente (non-créditée)
- 1993 : Relentless 3 : Paula
- 1993 : Necronomicon : Sarah
- 1996 : Lord Protector : Ravelle
- 1998 : Échec au complot (Land of the Free) : Une reporter
- 2012 : Bad Parents (en) : Dakota

### Télévision
- 1984 : Mike Hammer (série télévisée, saison 1 épisode 6) : Claudine
- 1985 : K 2000 (série télévisée, saison 4 épisode 5) : Barbara Ralston
- 1987 : Drôle de vie (série télévisée, saison 8 épisode 13) : Amy
- 1987 : Charles s'en charge (série télévisée, saison 2 épisode 2) : Rebecca Stanbury
- 1987-1988 : La loi est la loi (série télévisée, 3 épisodes) : Stacy
- 1988-1989 : Santa Barbara (soap opera, rôle récurrent) : Celeste DiNapoli
- 1990 : Matlock (série télévisée, saison 5 épisode 11) : Taylor Sinclair
- 1991 : Flash (série télévisée, saison 1 épisode 18) : Stasia Masters
- 1992 : Le Juge de la nuit (série télévisée, saison 2 épisode 3) : Carrie
- 1992 : Human Target (série télévisée, 7 épisodes) : Libby Page
- 1993 : Les Dessous de Palm Beach (série télévisée, saison 3 épisode 1) : Astrid Sinclair
- 1993-2010 : Les Feux de l'amour (soap opera, rôle récurrent) : Hope Wilson
- 1994 : Viper (série télévisée, saison 1 épisode 12) : Sylvia
- 1997 : Diagnostic : Meurtre (série télévisée, saison 5 épisode 6) : Julia Brush
- 1997-1999 : X-Files (série télévisée, épisodes Les Bandits solitaires et Brelan d'as) : Susanne Modeski
- 1998 : Chicago Hope : La Vie à tout prix (série télévisée, saison 4 épisode 18) : Dr. Susan Skinner
- 1998-1999 : Haine et Passion (soap opera, rôle récurrent) : Annie Dutton
- 2003 : New York, unité spéciale (saison 4, épisode 18) : Kim Hoffman
- 2004 : Division d'élite (série télévisée, saison 4 épisode 13) : Alicia Ray
- 2006 : New York, section criminelle (saison 6, épisode 3) : Joyce Wiznesky